# Hilarempis gymnaspis
Hilarempis gymnaspis är en tvåvingeart som beskrevs av Mario Bezzi 1909. Hilarempis gymnaspis ingår i släktet Hilarempis och familjen dansflugor. Inga underarter finns listade i Catalogue of Life.